# Lista de deputados estaduais de Goiás da 10.ª legislatura
Essa é uma lista de deputados estaduais de Goiás eleitos para o período 1983-1987. 40 deputados.

## Composição das bancadas
| Partido | Líder                      | Bancada | Posição  |
| ------- | -------------------------- | ------- | -------- |
| PMDB    | Daniel Antônio de Oliveira | 27 / 40 | Governo  |
| PDS     | Mário Bezerra Cavalcante   | 13 / 40 | Oposição |

## Deputados estaduais
Na disputa pelas 40 vagas da Assembleia Legislativa de Goiás o PMDB conquistou 27 vagas contra 13 do PDS.
| Número | Deputados estaduais eleitos    | Partido | Votação | Percentual | Cidade onde nasceu | Unidade federativa |
| 15748  | Daniel Antônio                 | PMDB    | 58.943  |            | Arapuá             | Minas Gerais       |
| 15563  | Moisés Abrão                   | PMDB    | 49.561  |            | Cumari             | Goiás              |
| 15911  | João Natal                     | PMDB    | 27.129  |            | Macaúbas           | Bahia              |
| 15452  | Aparecido Antônio de Paula     | PMDB    | 26.759  |            | Inhumas            | Goiás              |
| 15629  | Radivair Miranda Machado       | PMDB    | 25.925  |            | Itumbiara          | Goiás              |
| 15334  | Frederico Jaime Filho          | PMDB    | 25.224  |            | Pirenópolis        | Goiás              |
| 15196  | Romualdo Santillo              | PMDB    | 25.051  |            | Ribeirão Preto     | São Paulo          |
| 15541  | Valter Pereira Melo            | PMDB    | 24.617  |            | Jaraguá            | Goiás              |
| 15602  | Maguito Vilela                 | PMDB    | 24.285  |            | Jataí              | Goiás              |
| 15801  | José Elias Fernandes           | PMDB    | 23.074  |            | Guapó              | Goiás              |
| 15685  | Francisco de Castro            | PMDB    | 22.522  |            | Jaraguá            | Goiás              |
| 15559  | Walter José Rodrigues          | PMDB    | 22.324  |            | Luziânia           | Goiás              |
| 15461  | Juarez Magalhães de Almeida    | PMDB    | 22.277  |            | Formosa            | Goiás              |
| 15982  | Divino Nogueira Vargas         | PMDB    | 20.890  |            | Iporá              | Goiás              |
| 15691  | Ivan Ornelas                   | PMDB    | 20.802  |            | Anápolis           | Goiás              |
| 15785  | Milton Alves Ferreira          | PMDB    | 20.267  |            | Patos de Minas     | Minas Gerais       |
| 11792  | Jales Fontoura                 | PDS     | 20.079  |            | Goianésia          | Goiás              |
| 15282  | Brito Miranda                  | PMDB    | 19.028  |            | Pedro Afonso       | Tocantins          |
| 15707  | Wagner Guimarães Nascimento    | PMDB    | 18.723  |            | Rio Verde          | Goiás              |
| 15294  | Tarzan de Castro               | PMDB    | 18.704  |            | Alto Araguaia      | Mato Grosso        |
| 11296  | Pedro Canedo                   | PDS     | 18.690  |            | Anápolis           | Goiás              |
| 15246  | Victor Ricardo de Araújo       | PMDB    | 18.354  |            | Tiros              | Minas Gerais       |
| 15207  | Totó Cavalcante                | PMDB    | 18.024  |            | Corrente           | Piauí              |
| 15833  | Eurico Barbosa dos Santos      | PMDB    | 17.995  |            | Morrinhos          | Goiás              |
| 11378  | Sérgio Ramos Caiado            | PDS     | 16.124  |            | Anápolis           | Goiás              |
| 15279  | Mauro Campos Neto              | PMDB    | 16.084  |            | Araguari           | Minas Gerais       |
| 15950  | Ângelo Rosa Ribeiro            | PMDB    | 16.403  |            | Quirinópolis       | Goiás              |
| 15980  | Manoel de Oliveira Mota        | PMDB    | 15.889  |            | Remanso            | Bahia              |
| 11437  | José Denisson de Souza         | PDS     | 15.081  |            | Silvânia           | Goiás              |
| 11996  | Heli Dourado                   | PDS     | 15.069  |            | Buritis            | Minas Gerais       |
| 15708  | Hagaús Araújo                  | PMDB    | 14.921  |            | Patos de Minas     | Minas Gerais       |
| 15622  | Ronaldo Jaime                  | PMDB    | 13.731  |            | Pirenópolis        | Goiás              |
| 11415  | Turmim Azevedo                 | PDS     | 13.547  |            | Rio Verde          | Goiás              |
| 11471  | Eurico Veloso do Carmo         | PDS     | 13.128  |            | Rio Verde          | Goiás              |
| 11122  | Humberto Xavier                | PDS     | 12.874  |            | Quirinópolis       | Goiás              |
| 11784  | Clarismar Fernandes dos Santos | PDS     | 12.824  |            | Goiânia            | Goiás              |
| 11665  | Sílvio Paschoal                | PDS     | 12.328  |            | Catalão            | Goiás              |
| 11426  | Oton Nascimento Júnior         | PDS     | 12.253  |            | Goiânia            | Goiás              |
| 11605  | Mário Bezerra Cavalcante       | PDS     | 12.148  |            | Miracema do Norte  | Tocantins          |
| 11163  | Vilmar Rocha                   | PDS     | 11.808  |            | Niquelândia        | Goiás              |